# Julius Vincenz von Krombholz
Julius Vincenz von Krombholz, né le 19 décembre 1782 à Politz en royaume de Bohême et mort le 2 novembre 1843 à Prague, est un médecin et un mycologue bohémien.

## Biographie
Il étudie la médecine à l’université de Prague en 1803 et obtient son titre de docteur en 1814. Il enseigne à Prague l’hygiène et s’intéresse à la toxicité des champignons en réalisant de nombreuses expériences sur les animaux. Il donne le résultat de ses observations dans son livre Naturgetreue Abbildungen und Beschreibungen der essbaren, schädlichen und verdächtigen Schwämme (J.G. Calve'schen Buchhandlung, Prague, deux volumes, 1831-1846). La fin de l’ouvrage est publié après sa mort par Johann Baptista Zobel (1812-1865). Krombholz permet à August Karl Joseph Corda, sans ressources financières, de trouver un poste à l’université.

## Planches extraites de Naturgetreue Abbildungen und Beschreibungen der essbaren…

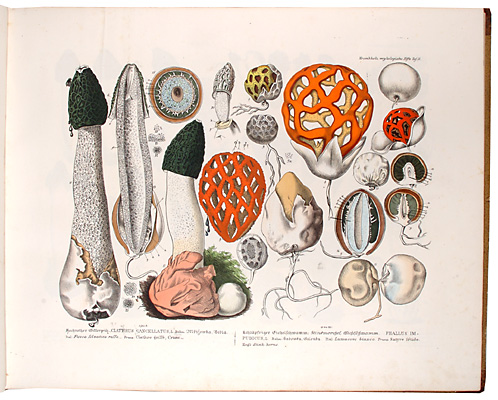
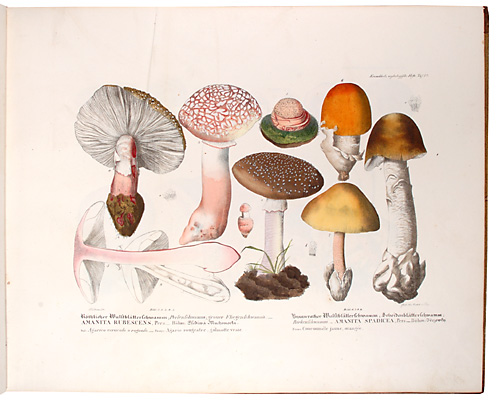
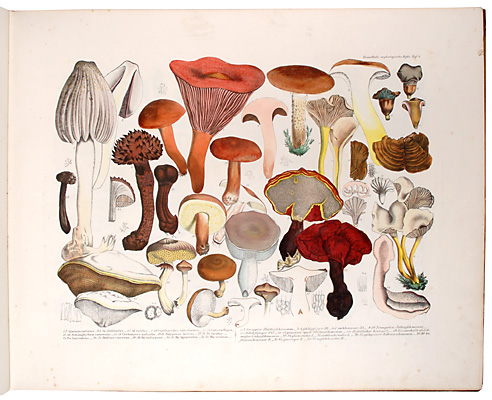